# Leichtathletik-Europameisterschaften 2018/50 km Gehen der Männer

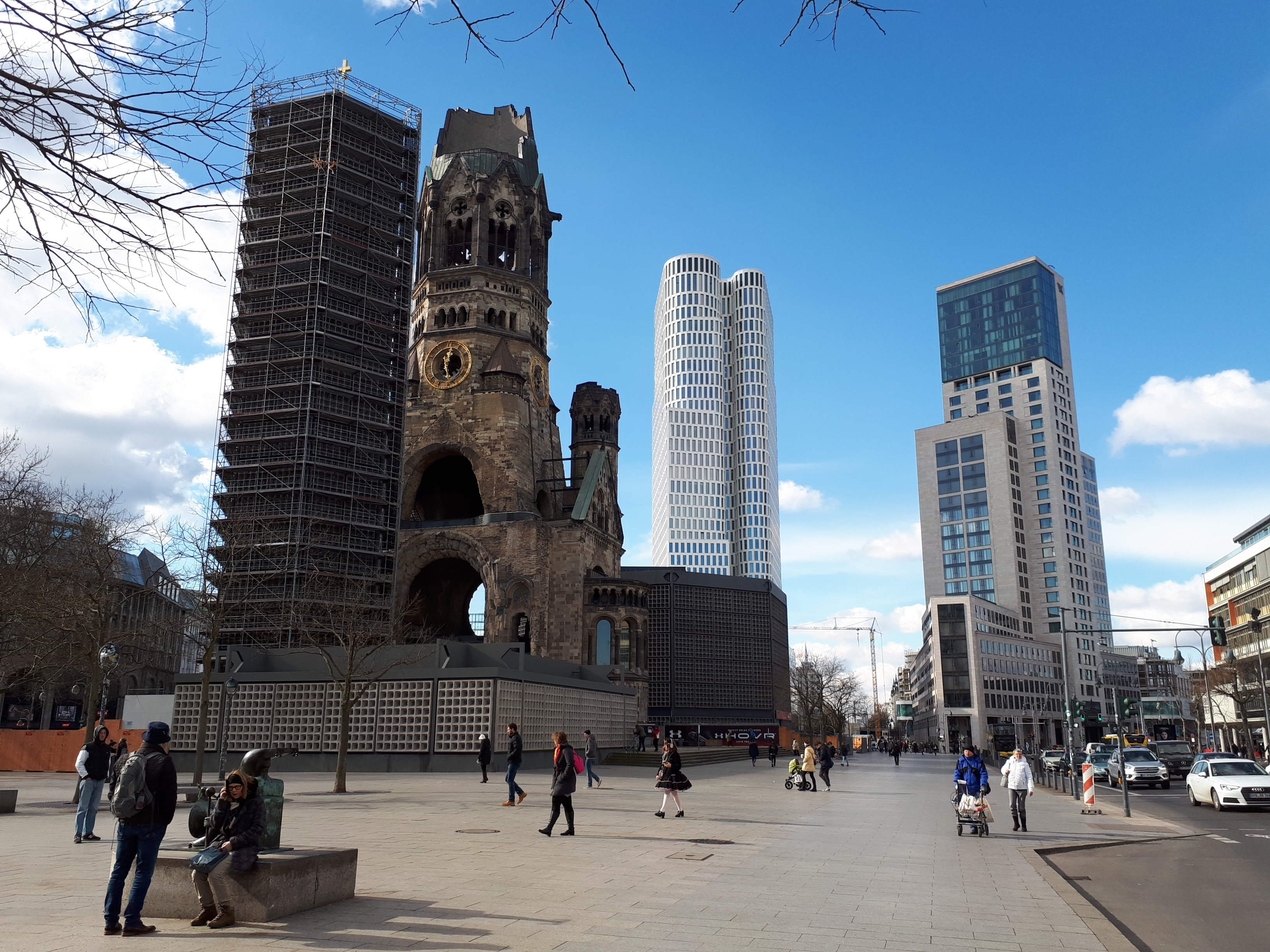
Breitscheidplatz an der Kaiser-Wilhelm-Gedächtniskirche,
Start und Ziel des Wettbewerbs

Das 50-km-Gehen der Männer bei den Leichtathletik-Europameisterschaften 2018 wurde am 7. August 2018 in Berlin, Deutschland ausgetragen. 36 Athleten nahmen teil.
Es siegte der Ukrainer Marjan Sakalnyzkyj vor dem Slowaken Matej Tóth. Auf den dritten Platz kam Dsmitryj Dsjubin aus Belarus.

## Streckenführung
Die 36 teilnehmenden Geher hatten 25 Mal eine zwei Kilometer lange Runde zu bewältigen, die am Breitscheidplatz auf der Budapester Straße begann, weiter östlich zur Kurfürstenstraße bis zum Wendepunkt an der Keithstraße führte. Die Geher bogen dann wieder auf die Budapester Straße ein und gingen nordwärts den Zoologischen Garten entlang. Nach einem Wendepunkt kehrten die Teilnehmer zum Breitscheidplatz – dem Start- und Zielpunkt – zurück.

## Bestehende Rekorde
| Weltrekord           | 3:32:33 h | Yohann Diniz | EM Zürich, Schweiz | 15. August 2014 |
| Europarekord         | 3:32:33 h | Yohann Diniz | EM Zürich, Schweiz | 15. August 2014 |
| Meisterschaftsrekord | 3:32:33 h | Yohann Diniz | EM Zürich, Schweiz | 15. August 2014 |

Der bestehende EM-Rekord wurde hier in Berlin nicht erreicht. Mit seiner Siegerzeit von 3:46:32 min blieb der ukrainische Europameister Marjan Sakalnyzkyj um 13:59 min über dem Rekord, gleichzeitig Welt- und Europarekord.

## Legende
Kurze Übersicht zur Bedeutung der Symbolik – so üblicherweise auch in sonstigen Veröffentlichungen verwendet:
| PB    | Persönliche Bestleistung                 |
| SB    | Saisonbestleistung                       |
| NU23R | Nationaler U23-Rekord                    |
| DNF   | Wettkampf nicht beendet (did not finish) |
| DSQ   | disqualifiziert                          |
| Bod   | Verwarnung für Verlust des Bodenkontakts |
| Knie  | Verwarnung für fehlende Kniestreckung    |

## Ergebnis

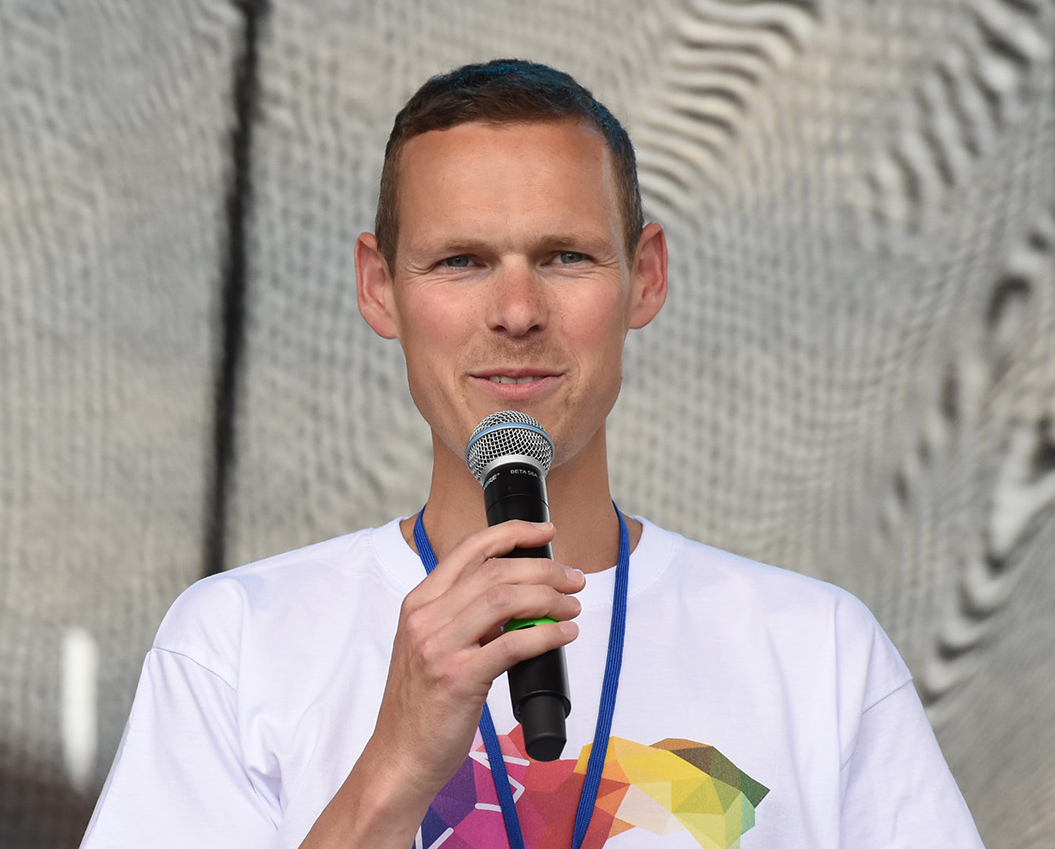
Vizeeuropameister Matej Tóth

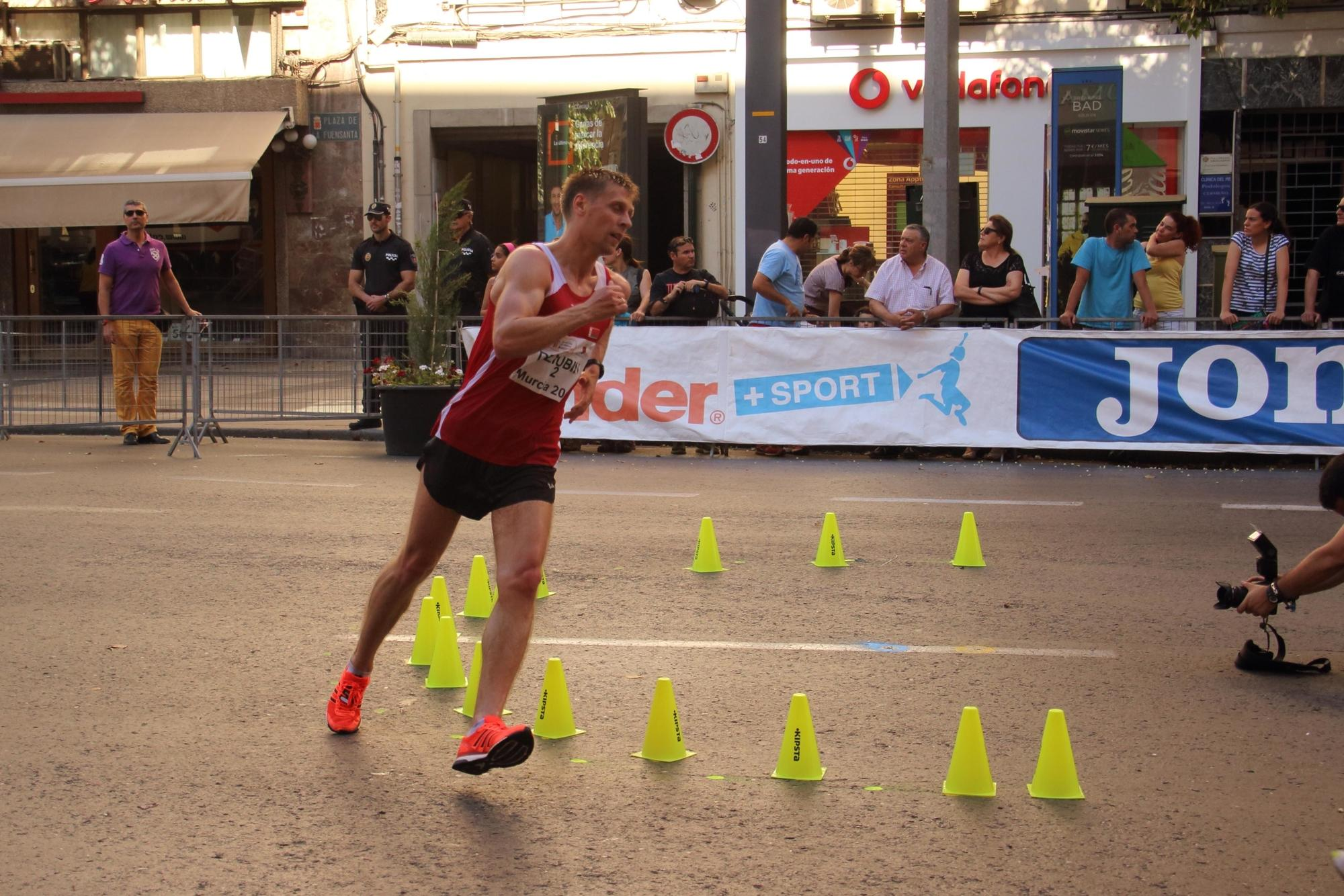
Bronzemedaillengewinner Dsmitryj Dsjubin

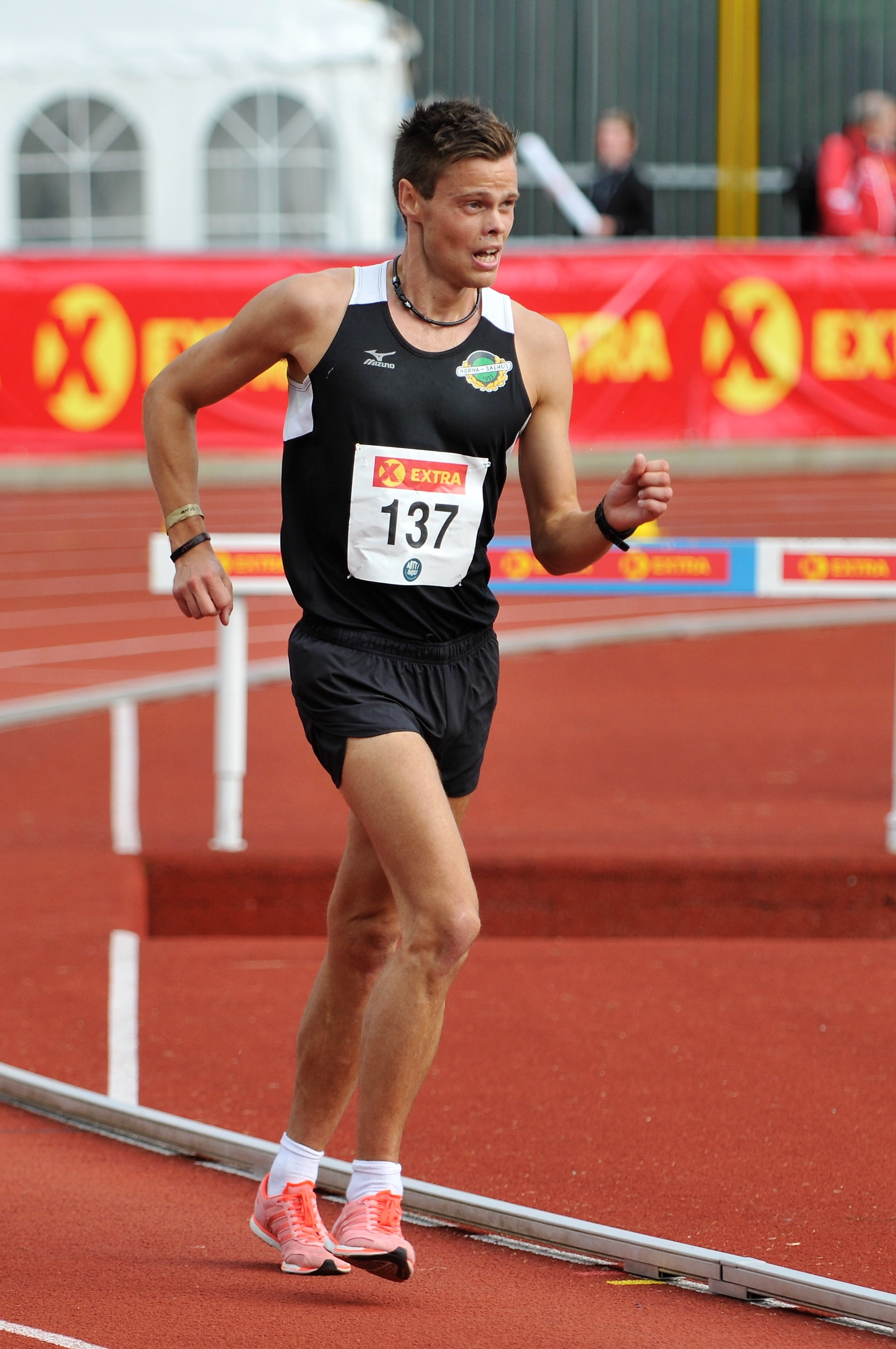
Håvard Haukenes – Rang vier

7. August 2018, 8:35 Uhr MESZ
| Platz | Athlet                | Land        | Zeit (h)      | Verwarnungen       |
| ----- | --------------------- | ----------- | ------------- | ------------------ |
|       | Marjan Sakalnyzkyj    | Ukraine     | 3:46:32       | Bod                |
|       | Matej Tóth            | Slowakei    | 3:47:27       |                    |
|       | Dsmitryj Dsjubin      | Belarus     | 3:47:59 PB    |                    |
| 4     | Håvard Haukenes       | Norwegen    | 3:48:35       | Bod                |
| 5     | Carl Dohmann          | Deutschland | 3:50:27 SB    |                    |
| 6     | Rafał Augustyn        | Polen       | 3:51:37       |                    |
| 7     | Rafał Sikora          | Polen       | 3:52:56       | Knie / Knie        |
| 8     | Nathaniel Seiler      | Deutschland | 3:54:08 PB    |                    |
| 9     | José Ignacio Díaz     | Spanien     | 3:55:28 SB    |                    |
| 10    | Marco De Luca         | Italien     | 3:55:47       |                    |
| 11    | Andrea Agrusti        | Italien     | 3:57:03       |                    |
| 12    | Adrian Błocki         | Polen       | 3:57:11       |                    |
| 13    | Bence Venyercsán      | Ungarn      | 3:58:25 NU23R |                    |
| 14    | Arturas Mastianica    | Litauen     | 3:58:29 PB    |                    |
| 15    | Dušan Majdán          | Slowakei    | 3:59:21 SB    |                    |
| 16    | Iwan Banseruk         | Ukraine     | 4:00:57       | Knie               |
| 17    | Tadas Šuškevičius     | Litauen     | 4:01:30       |                    |
| 18    | Walerij Litanjuk      | Ukraine     | 4:01:33       |                    |
| 19    | Brendan Boyce         | Irland      | 4:02:14       |                    |
| 20    | Anatole Ibáñez        | Schweden    | 4:03:53 SB    | Knie               |
| 21    | Lukáš Gdula           | Tschechien  | 4:05:44       | Knie               |
| 22    | Marc Tur              | Spanien     | 4:09:18       | Knie / Knie        |
| 23    | Anders Hansson        | Schweden    | 4:11:36 SB    |                    |
| 24    | Pedro Isidro          | Portugal    | 4:11:44       |                    |
| 25    | Bruno Erent           | Kroatien    | 4:24:20       |                    |
| 26    | Jarkko Kinnunen       | Finnland    | 4:24:59       |                    |
| DNF   | Aku Partanen          | Finnland    |               | Knie               |
| DNF   | Florin Alin Știrbu    | Rumänien    | Knie / Knie   |                    |
| DNF   | Michele Antonelli     | Italien     | Knie          |                    |
| DNF   | Jesús Ángel García    | Spanien     | Knie          |                    |
| DNF   | Arnis Rumbenieks      | Lettland    |               |                    |
| DNF   | Narcis Ştefan Mihăilă | Rumänien    | Knie / Bod    |                    |
| DNF   | Máté Helebrandt       | Ungarn      | Bod           |                    |
| DNF   | Aleksi Ojala          | Finnland    | Knie          |                    |
| DNF   | João Vieira           | Portugal    | Knie          |                    |
| DSQ   | Karl Junghannß        | Deutschland |               | Knie / Knie / Knie |

| Zwischenzeiten | Zwischenzeiten | Zwischenzeiten | Zwischenzeiten |
| Marke          | Zwischenzeit   | Führende(r) | 10-km-Zeit     |
| -------------- | -------------- | --- | -------------- |
| 10 km          | 45:57 min      | De Luca in 8-köpfiger Spitzengruppe / Kinnunen, Junghannß 8 s zurück / Sakalnyzkyj 19 s zurück                                                       | 45:57 min      |
| 20 km          | 1:31:52 h000   | Tóth / Haukenes, Augustyn, De Luca, Partanen, Helebrandt, Boyce, Junghannß 4 s z. / Kinnunen 22 s z. / Ojala 36 s zur. / Sakalnyzkyj, Sikora 47 s z. | 45:55 min      |
| 30 km          | 2:17:17 h000   | Tóth / Sakalnyzkyj 11 s zur. / Dsjubin 27 s zur. / Haukenes 34 s zur. / Augustyn, Partanen 36 s zur.                                                 | 45:25 min      |
| 40 km          | 3:01:38 h000   | Sakalnyzkyj / Dsjubin, Haukenes 32 s zur. / Tóth 46 s zur. / Dohmann 1:43 min zur. / Augustyn 2:28 min zur.                                          | 44:21 min      |
| 50 km          | 3:46:32 h000   | Marjan Sakalnyzkyj | 44:54 min      |

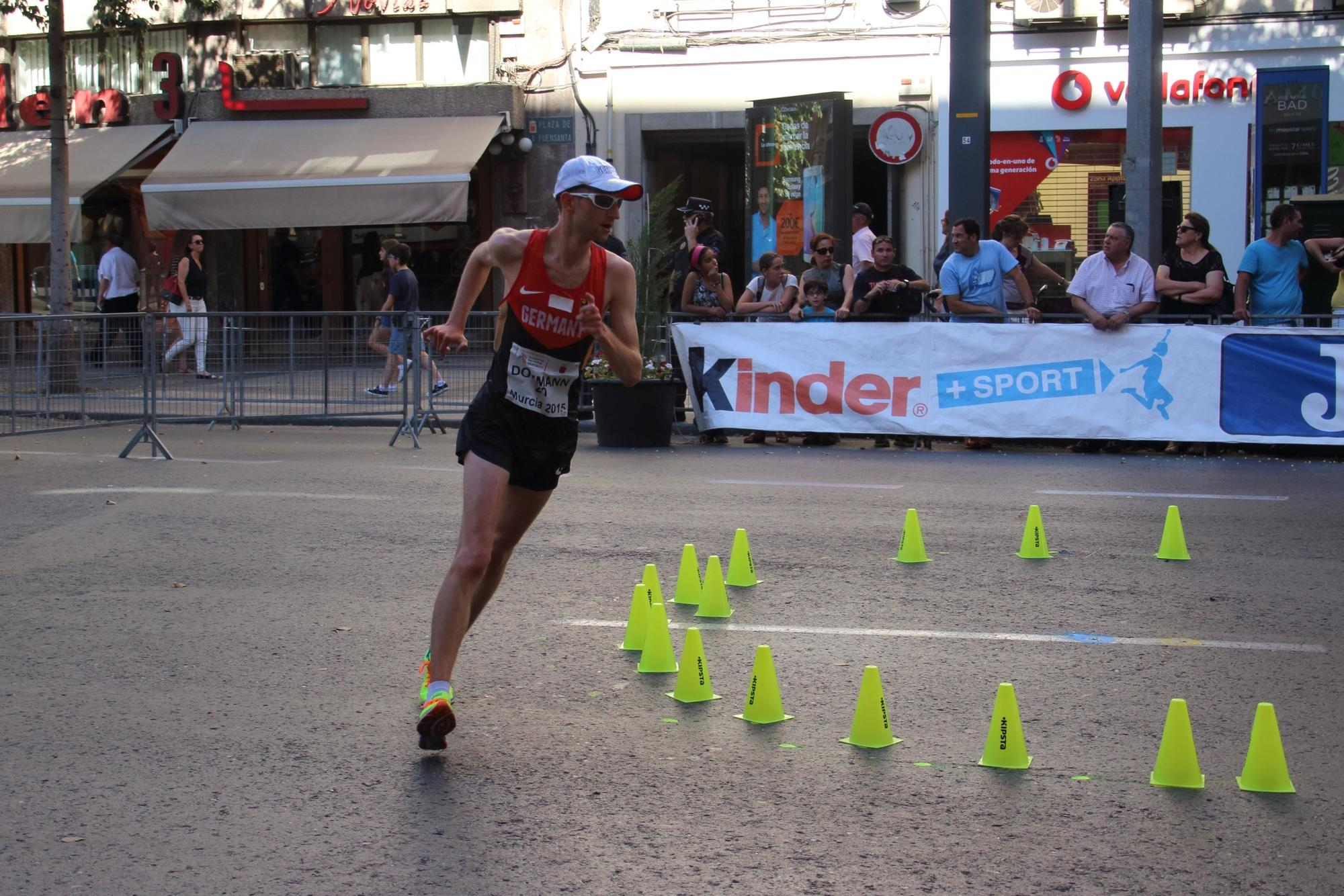
Carl Dohmann – Rang fünf

Der französische Weltrekordler Yohann Diniz, unter anderem auch amtierender Welt- und Europameister, war hier in Berlin nicht am Start. Bei den Europameisterschaften 2016 hatte wegen der Olympischen Spiele im selben Jahr kein Gehwettbewerb auf dem Programm gestanden. Zum Favoritenkreis gehörten vor allem der Slowake Matej Tóth, Weltmeister von 2015 und Vizeeuropameister von 2014, der polnische WM-Siebte von 2017 Rafał Augustyn, der Italiener Marco De Luca und der Spanier Jesús Ángel García – De Luca und García hatten bei den Europameisterschaften 2014 die Ränge sieben und acht belegt.
Der Wettbewerb war in der Anfangsphase mit Zehn-Kilometer-Abschnitten von knapp unter 46 Minuten nicht allzu schnell, aber diese Einstufung galt nur für die absoluten Topgeher. Deshalb dauerte es nicht lange, bis sich eine kleinere Führungsgruppe gebildet hatte, in der vor allem Tóth und De Luca das Tempo machten. Der Deutsche Karl Junghannß und der Finne Jarkko Kinnunen lagen bei Kilometer zehn acht Sekunden dahinter. Weitere elf Sekunden zurück folgte der Ukrainer Marjan Sakalnyzkyj. Bei gleichbleibendem Tempo setzten sich Tóth und De Luca auf dem nächsten Streckenabschnitt von ihren Konkurrenten ab. Doch der Abstand zu ihren Verfolgern blieb begrenzt auf wenige Sekunden. Bei Kilometer zwanzig war Tóth dann alleine vorn. Mit nur vier Sekunden Rückstand folgten der Norweger Håvard Haukenes, Augustyn, De Luca, der Finne Veli-Matti Partanen, der Ungar Máté Helebrandt, der Ire Brendan Boyce und Junghannß. Im weiteren Verlauf steigerte Tóth sein Tempo allmählich und die Verfolgergruppe hinter ihm fiel nach und nach auseinander. Aber Sakalnyzkyj rückte auf und verkürzte den Abstand auf den Spitzenreiter deutlich. Von weiter hinten kam auch der Weißrusse Dsmitryj Dsjubin weiter nach vorne. Bei Kilometer dreißig führte Tóth elf Sekunden vor Sakalnyzkyj und 27 Sekunden vor Dsjubin. Sieben weitere Sekunden zurück folgte Haukenes. Auch Augustyn und Partanen lagen 36 Sekunden hinter dem Spitzenreiter noch gut im Wettkampf.
Im weiteren Verlauf hatte Tóth eine Schwächephase. Sakalnyzkyj übernahm nun die Führung, dahinter bildete sich mit Dsjubin und Haukenes eine Zweiergruppe, die bei Kilometer vierzig 32 Sekunden Rückstand hatte. Tóth lag vierzehn Sekunden hinter diesen beiden. Fünfter war inzwischen der Deutsche Carl Dohmann, der 1:43 min Rückstand auf Sakalnyzkyj hatte. 45 Sekunden hinter ihm folgte Augustyn. Bald danach schüttelte Dsjubin seinen Begleiter Haukenes ab und war damit alleiniger Zweiter hinter dem souverän weiter führenden Sakalnyzkyj. Auf den letzten fünf Kilometern fing sich Tóth dann wieder und verkleinerte seinen Rückstand auf Haukenes und auch Dsjubin. Der Slowake zog zunächst an Haukenes vorbei und hatte zwei Kilometer vor dem Ziel auch wieder Anschluss an Dsjubin gefunden. Am Ende wurde Marjan Sakalnyzkyj ungefährdet Europameister. Matej Tóth gewann 55 Sekunden dahinter und 22 Sekunden vor Dsmitryj Dsjubin die Silbermedaille. Håvard Haukenes verteidigte seinen vierten Platz problemlos und war fast zwei Minuten vor dem Fünften Carl Dohmann im Ziel. Die beiden Polen Rafał Augustyn und Rafał Sikora belegten die Ränge sechs und sieben vor dem Deutschen Nathaniel Seiler.

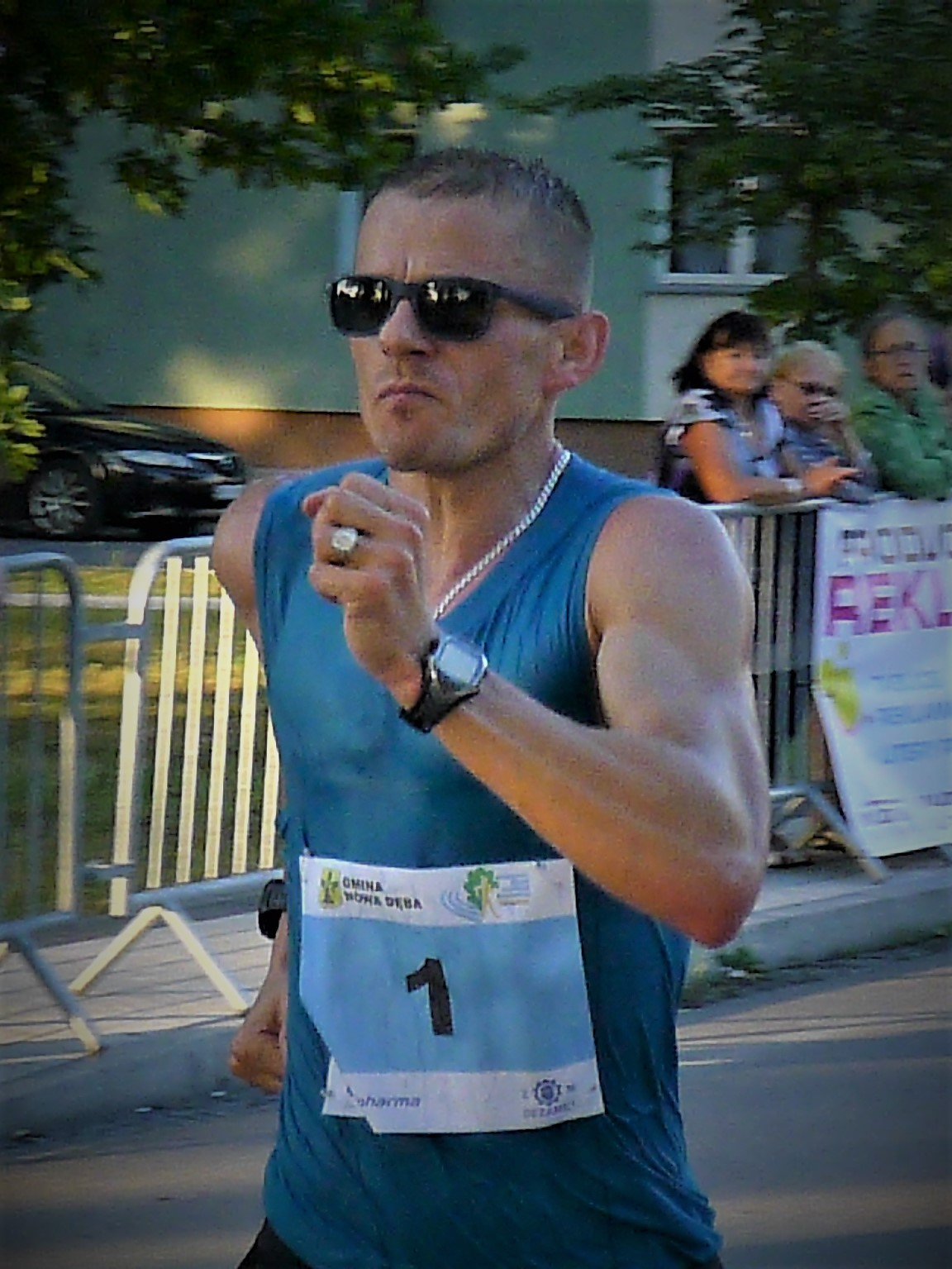
Rafał Augustyn – Rang sechs
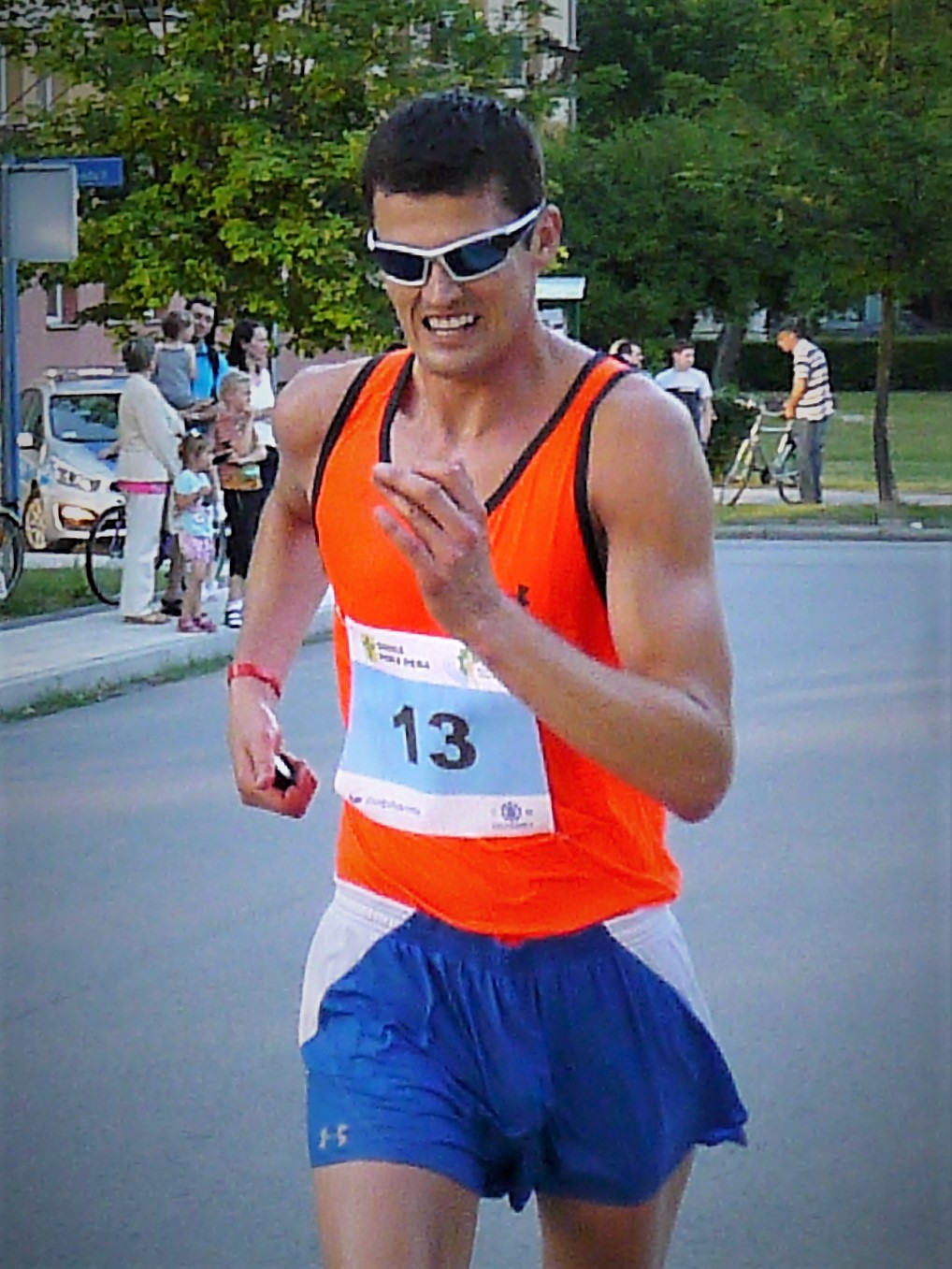
Rafał Sikora – Rang sieben
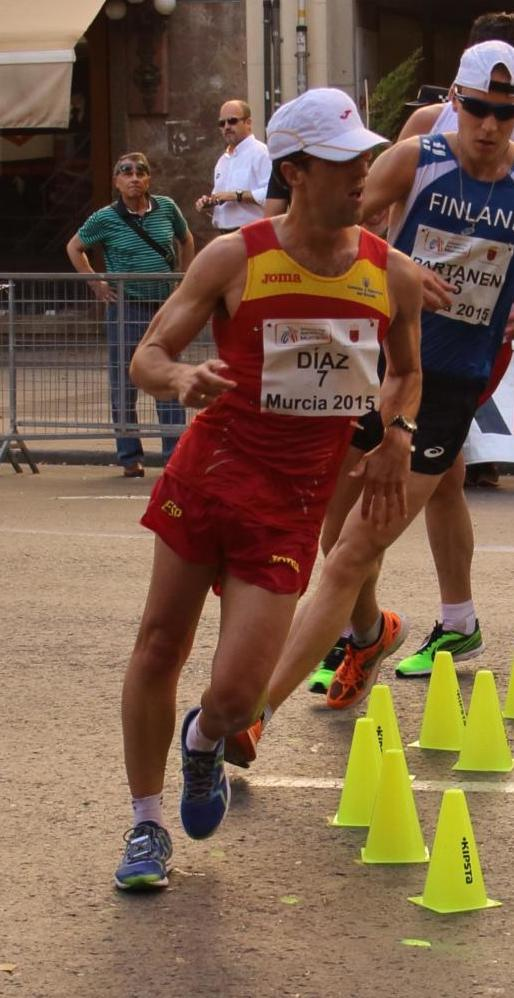
José Ignacio Díaz – Rang neun

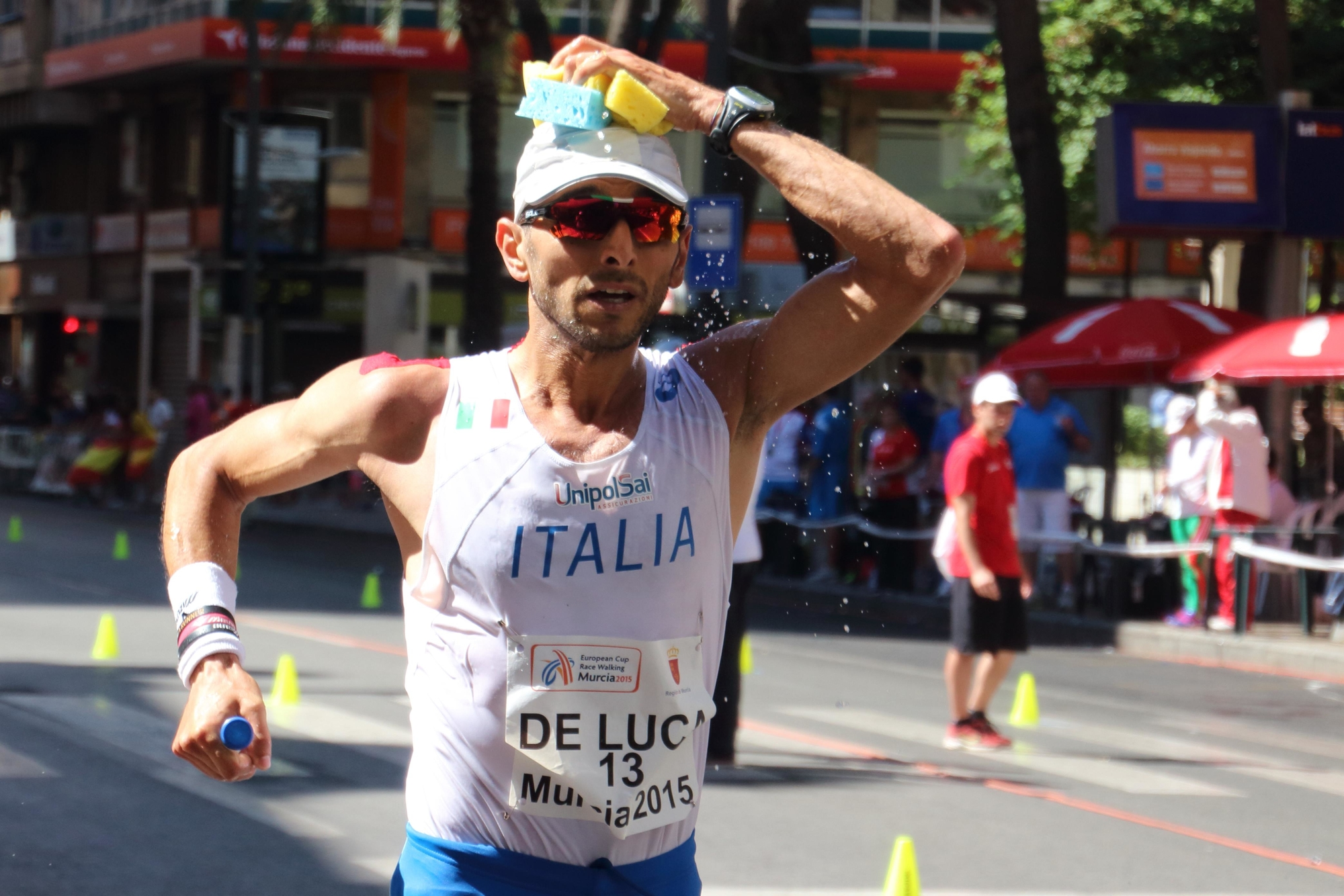
Marco De Luca – Rang zehn
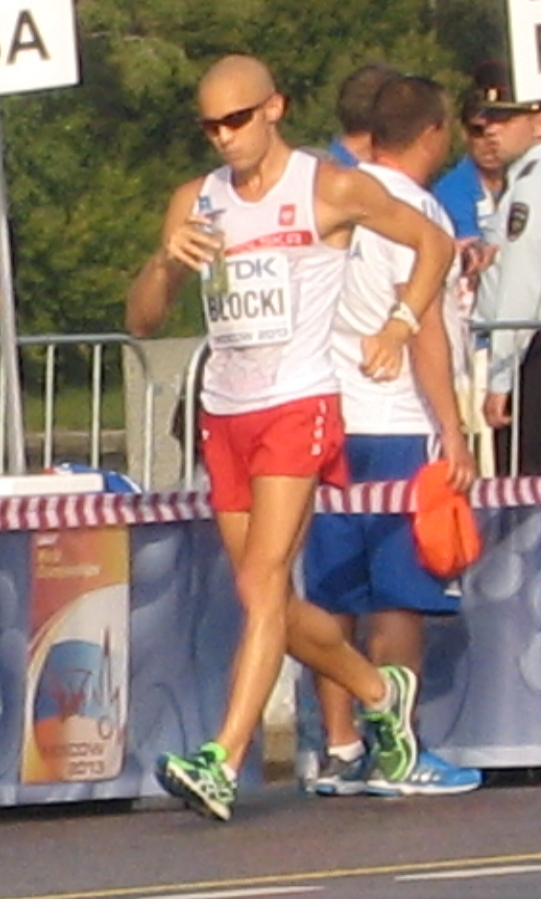
Adrian Błocki – Rang zwölf
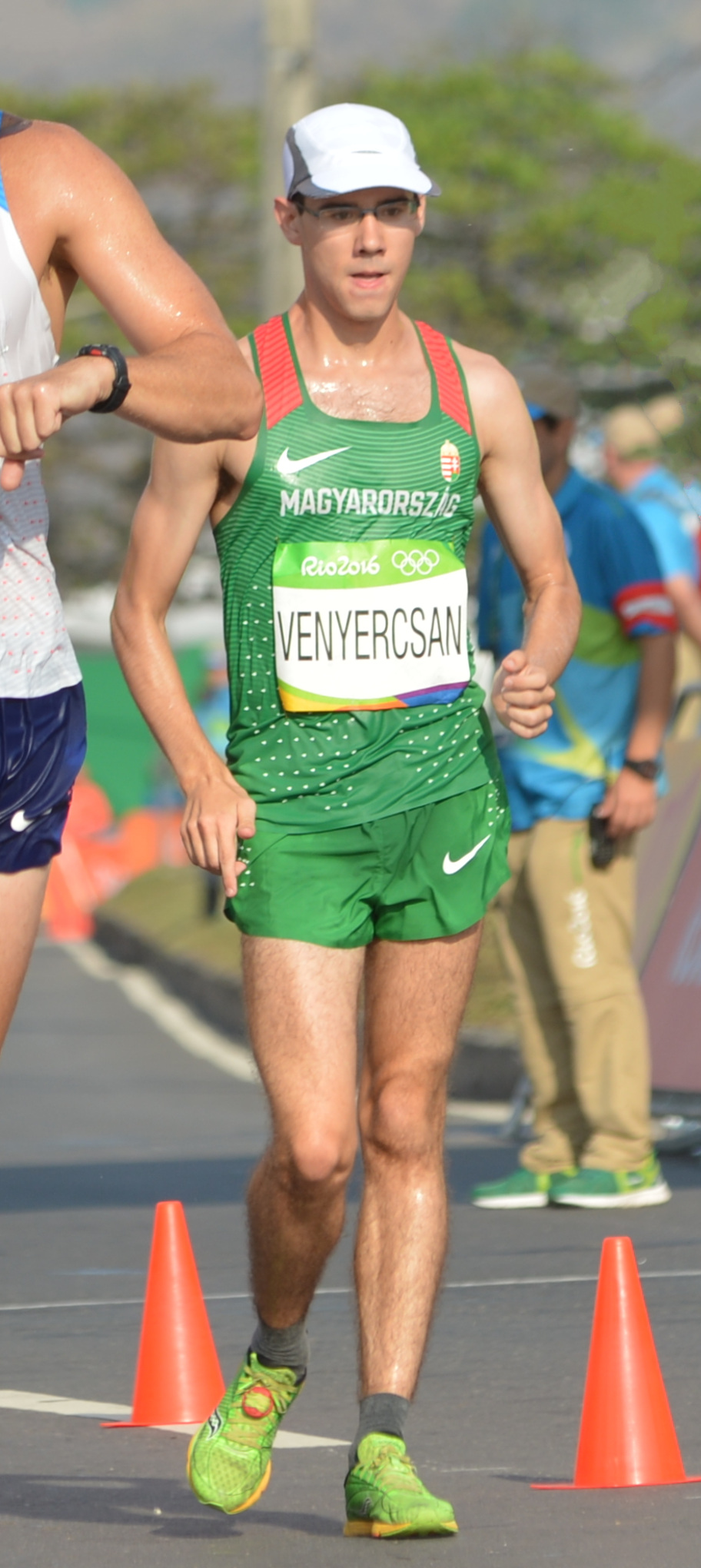
Bence Venyercsán – Rang dreizehn
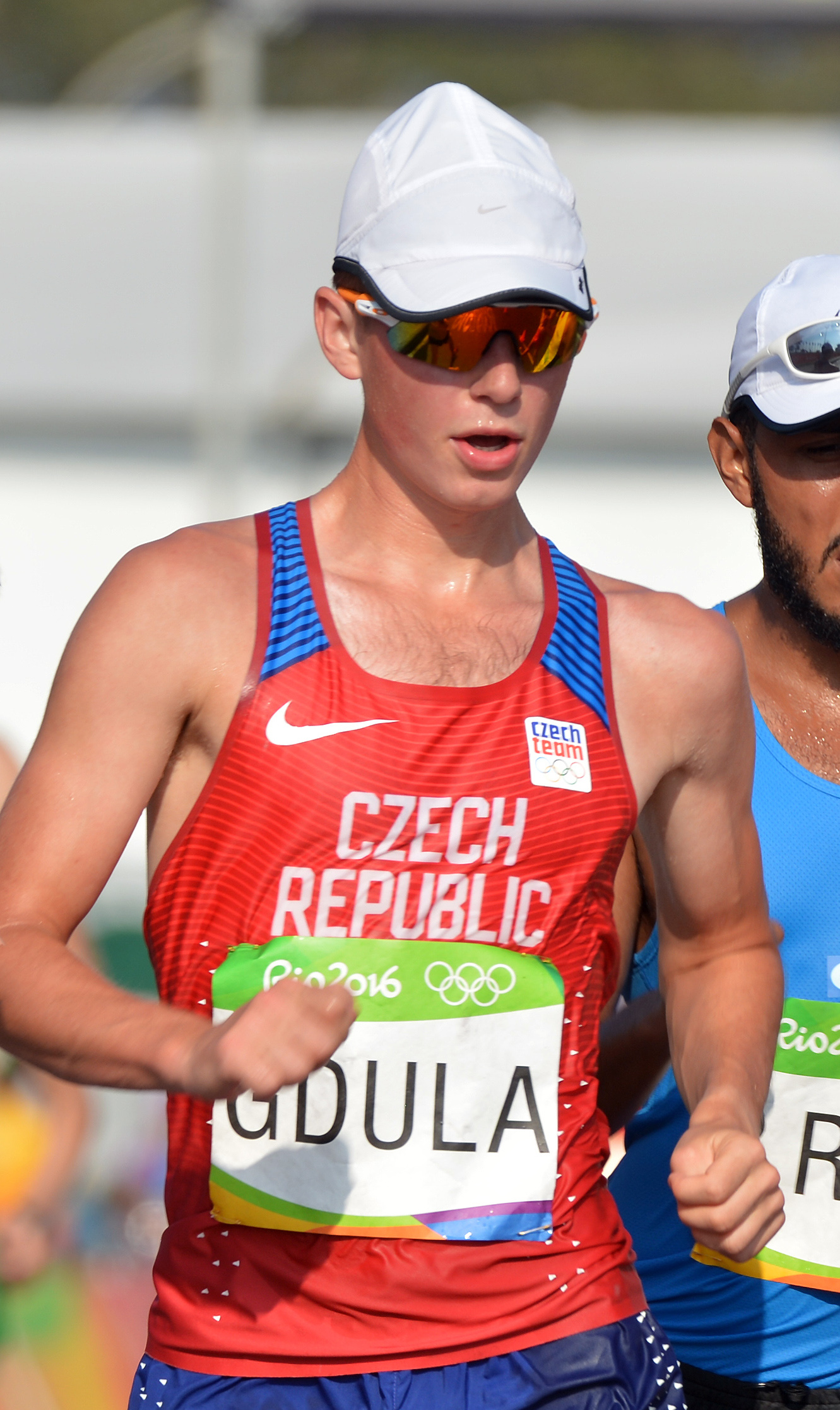
Lukáš Gdula – Rang 21

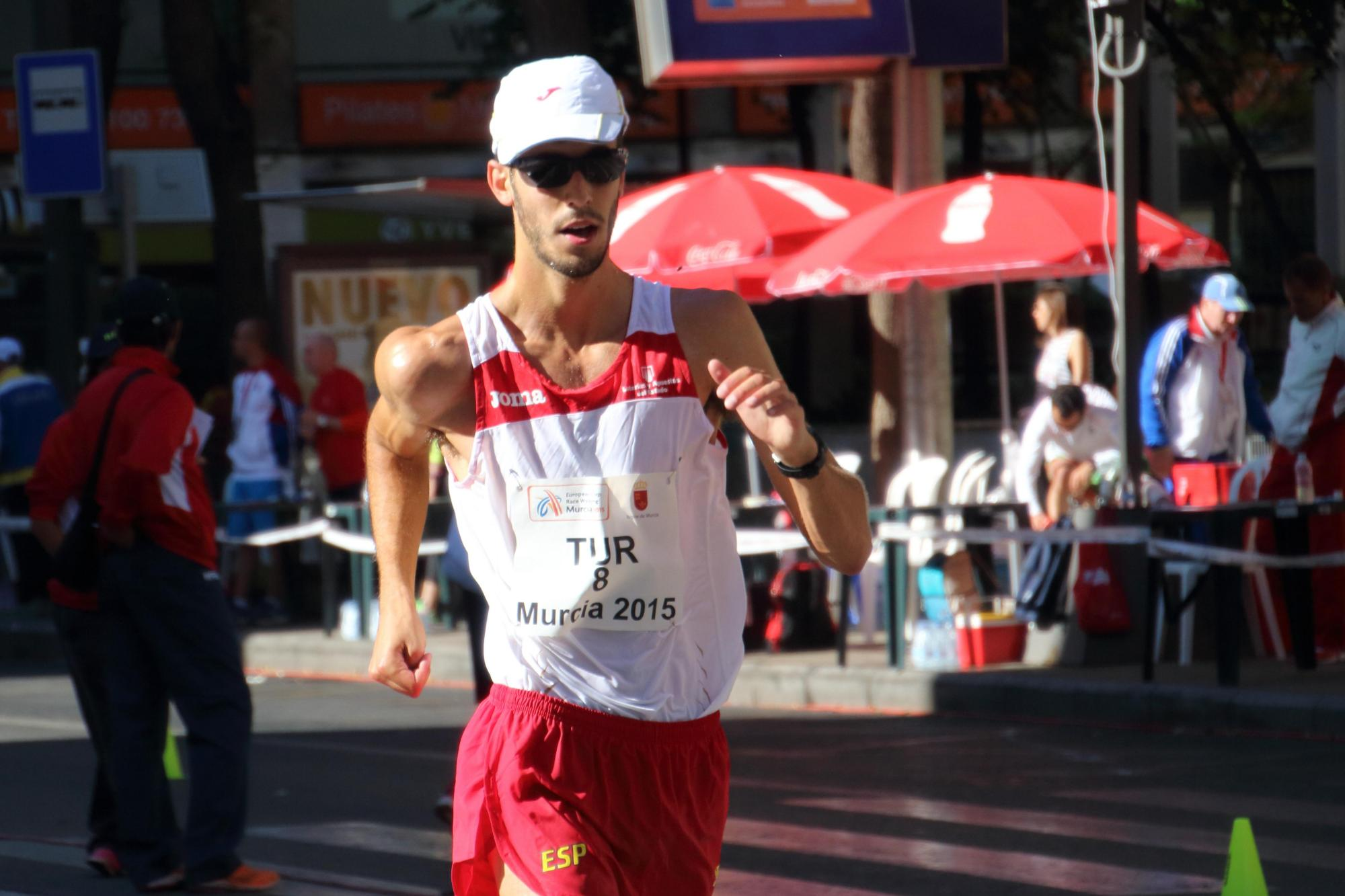
Marc Tur – Rang 22
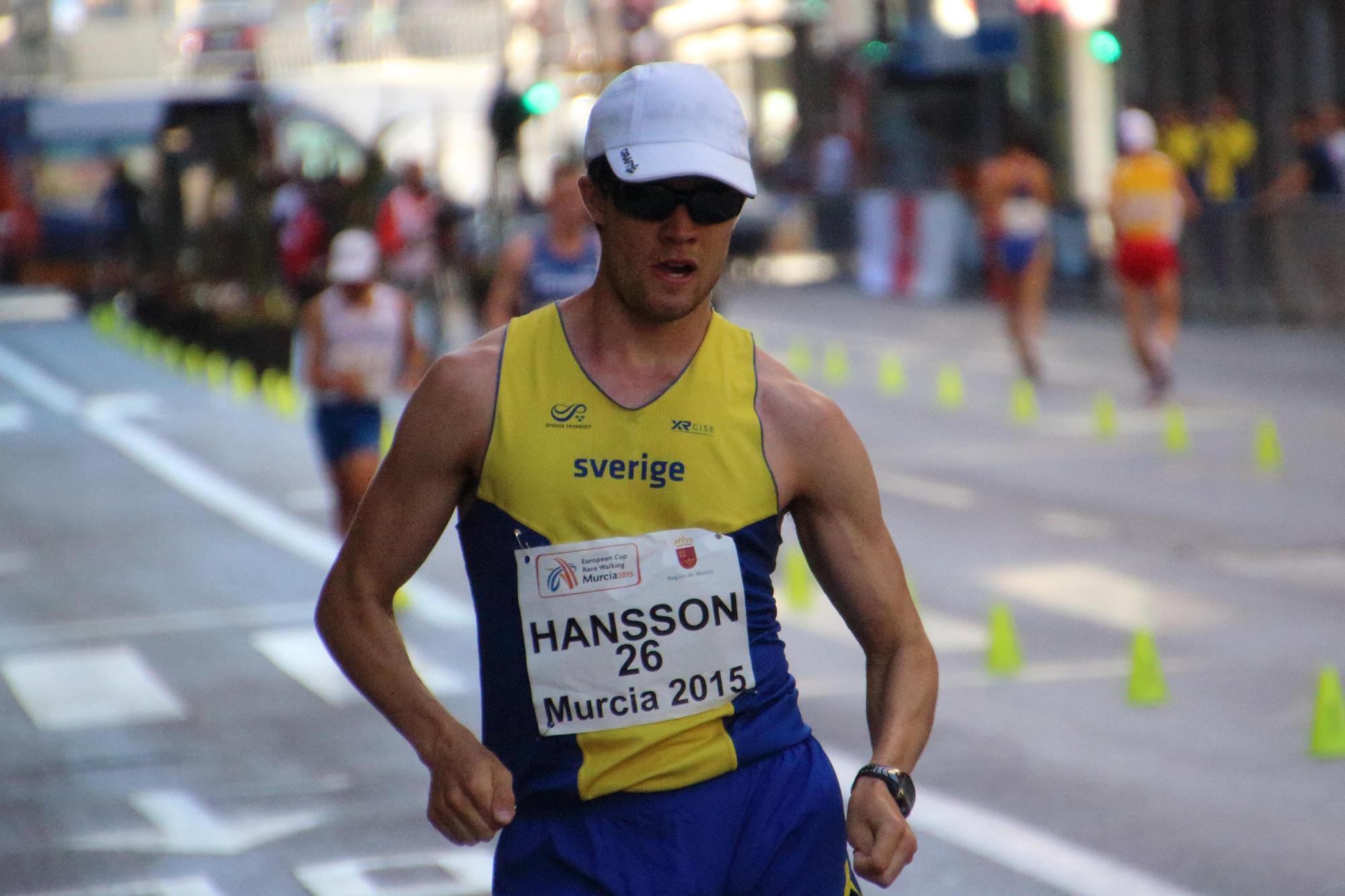
Anders Hansson – Rang 23
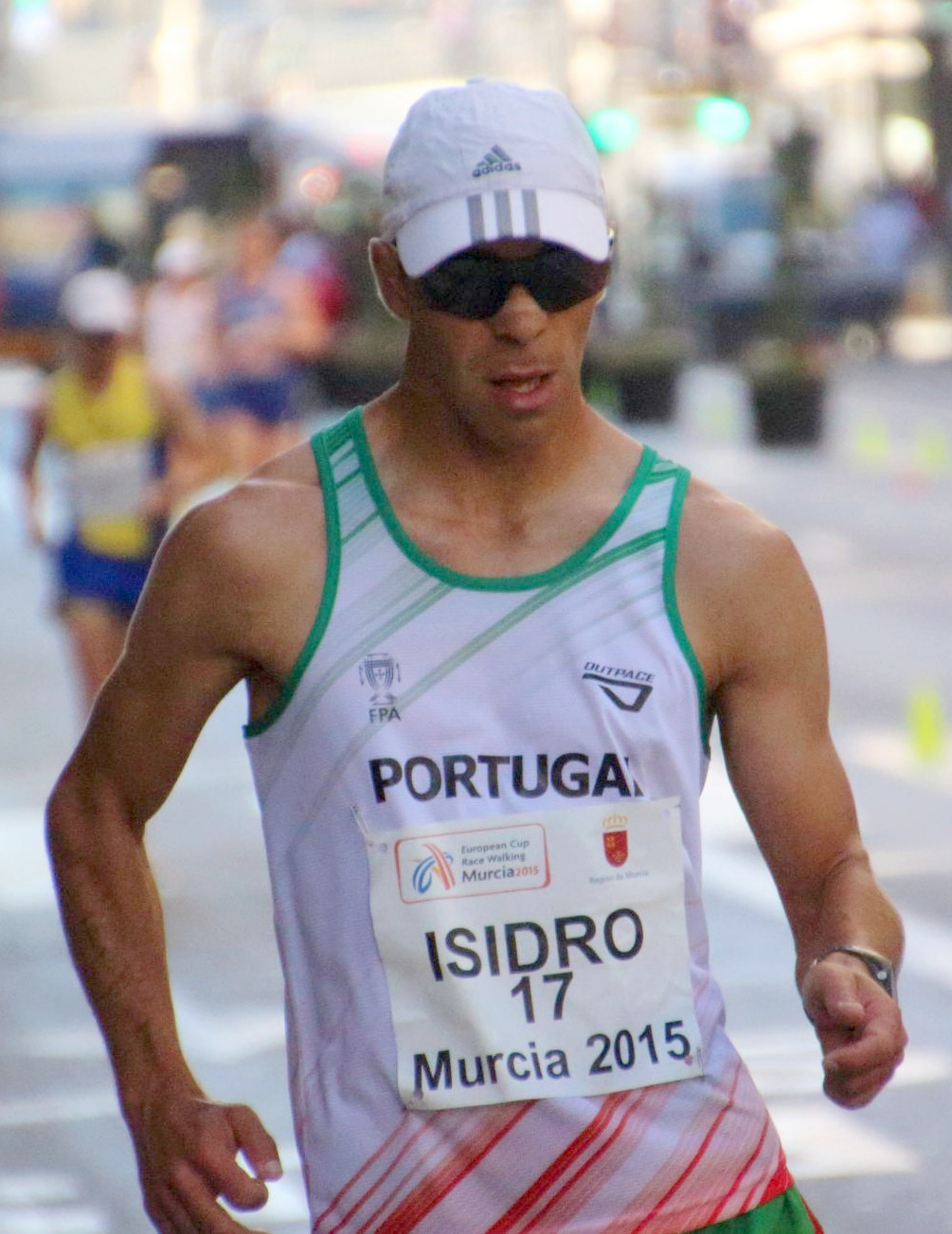
Pedro Isidro – Rang 24

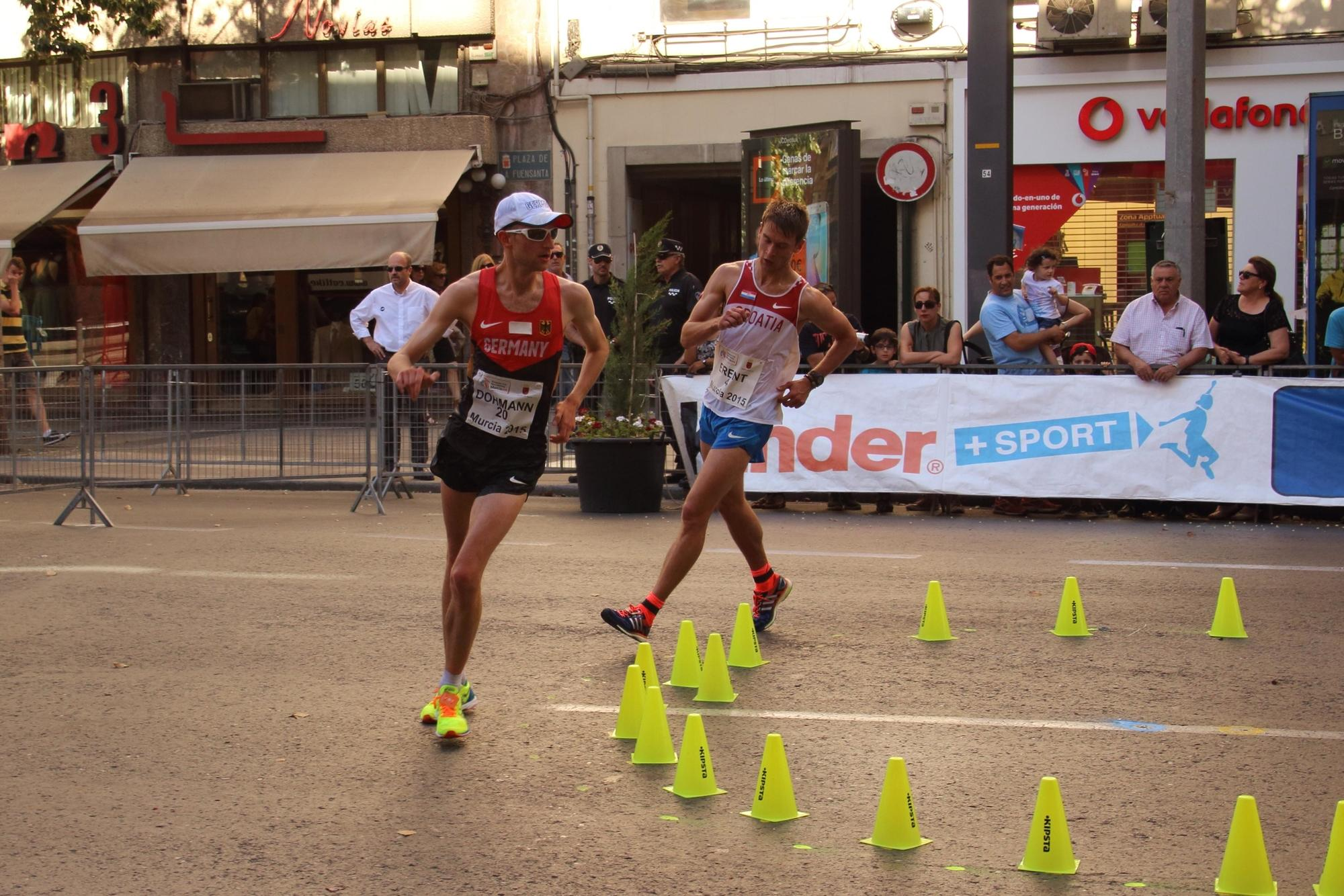
Bruno Erent, (rechts, zusammen mit Carl Dohmann) – Rang 25
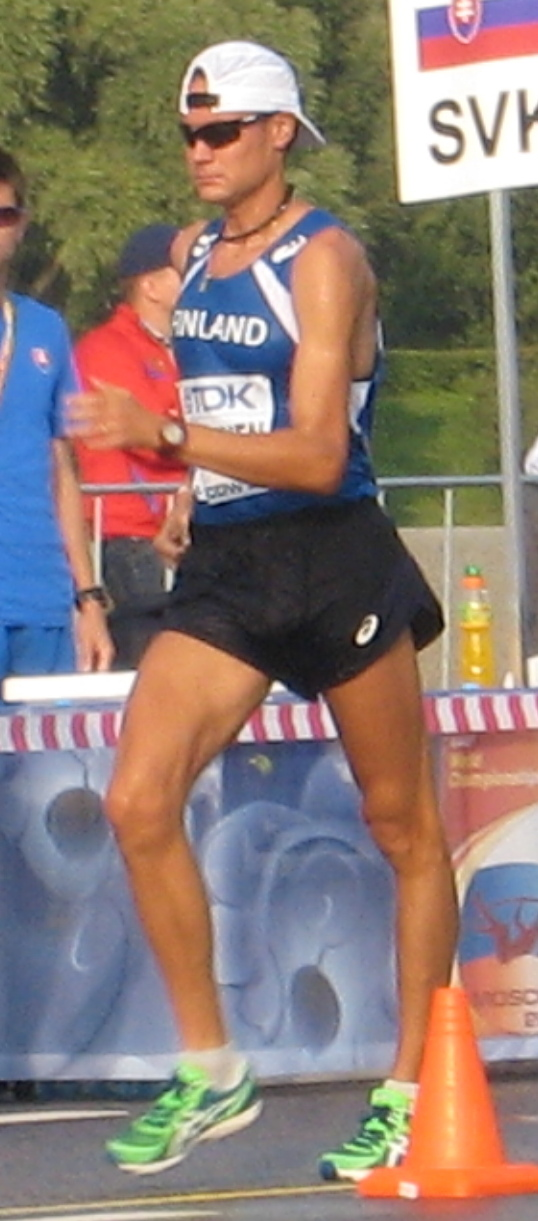
Jarkko Kinnunen – Rang 26
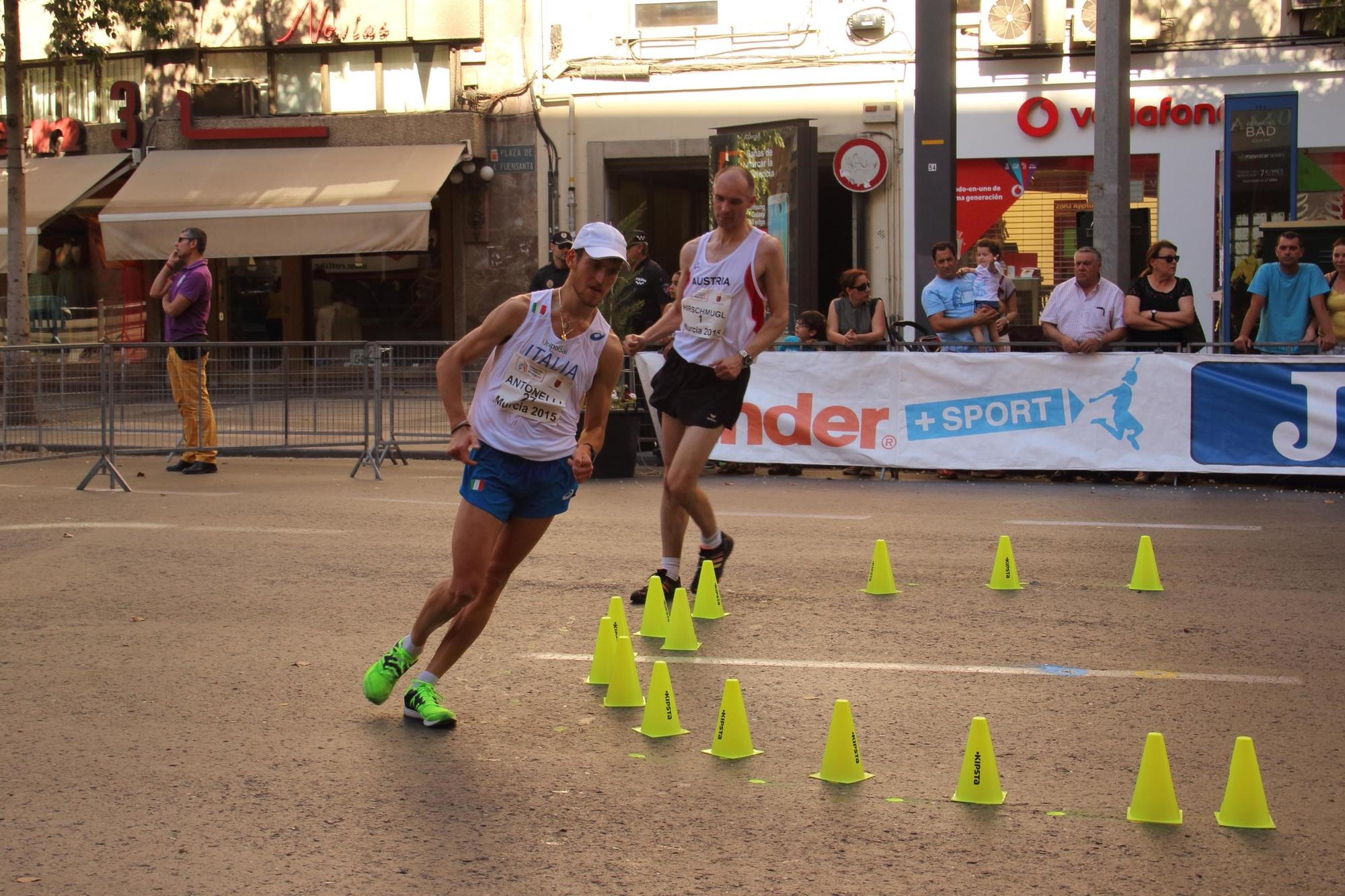
Michele Antonelli, (links) – Rennen nicht beendet
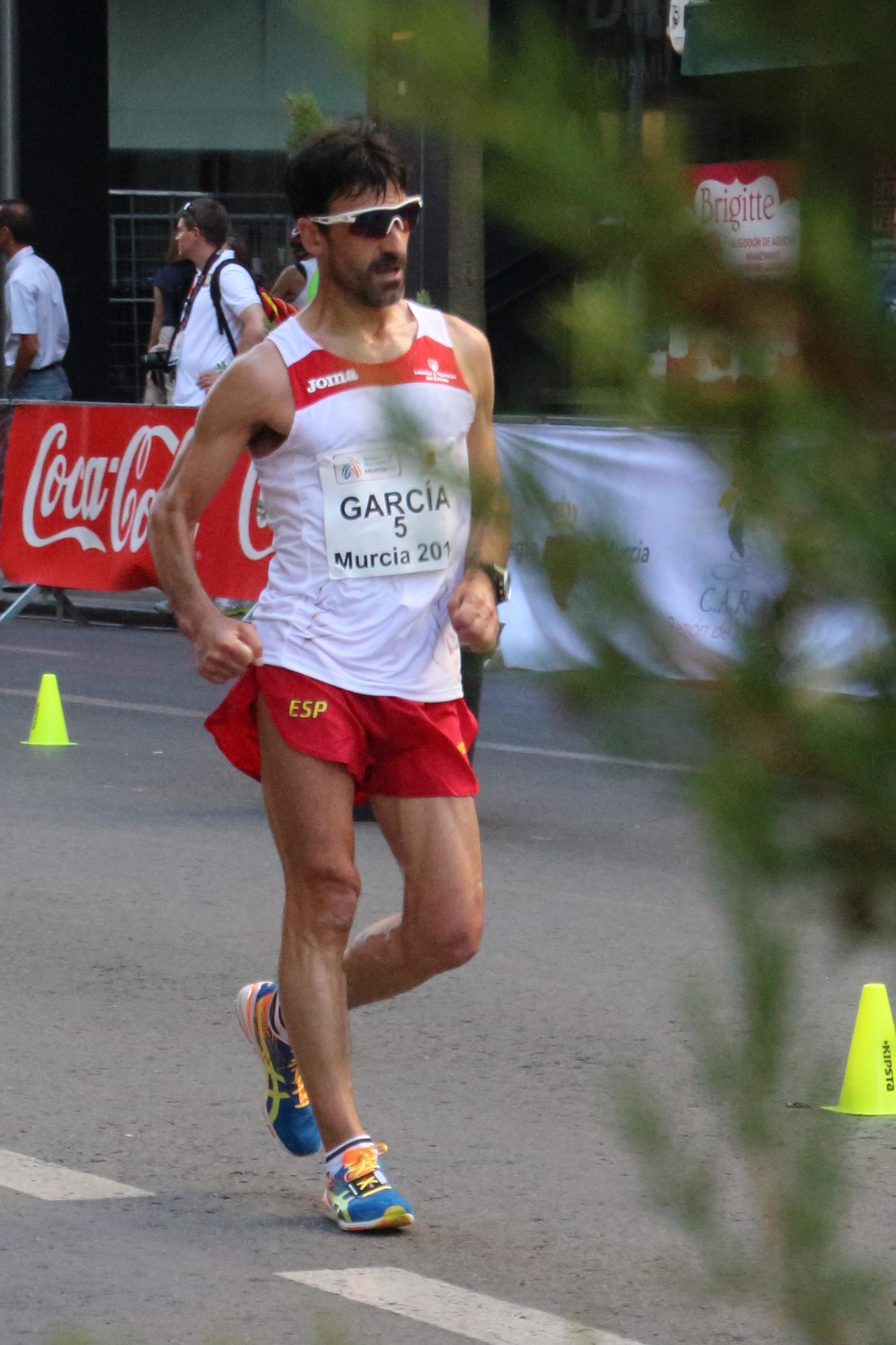
Jesús Ángel García – Rennen nicht beendet

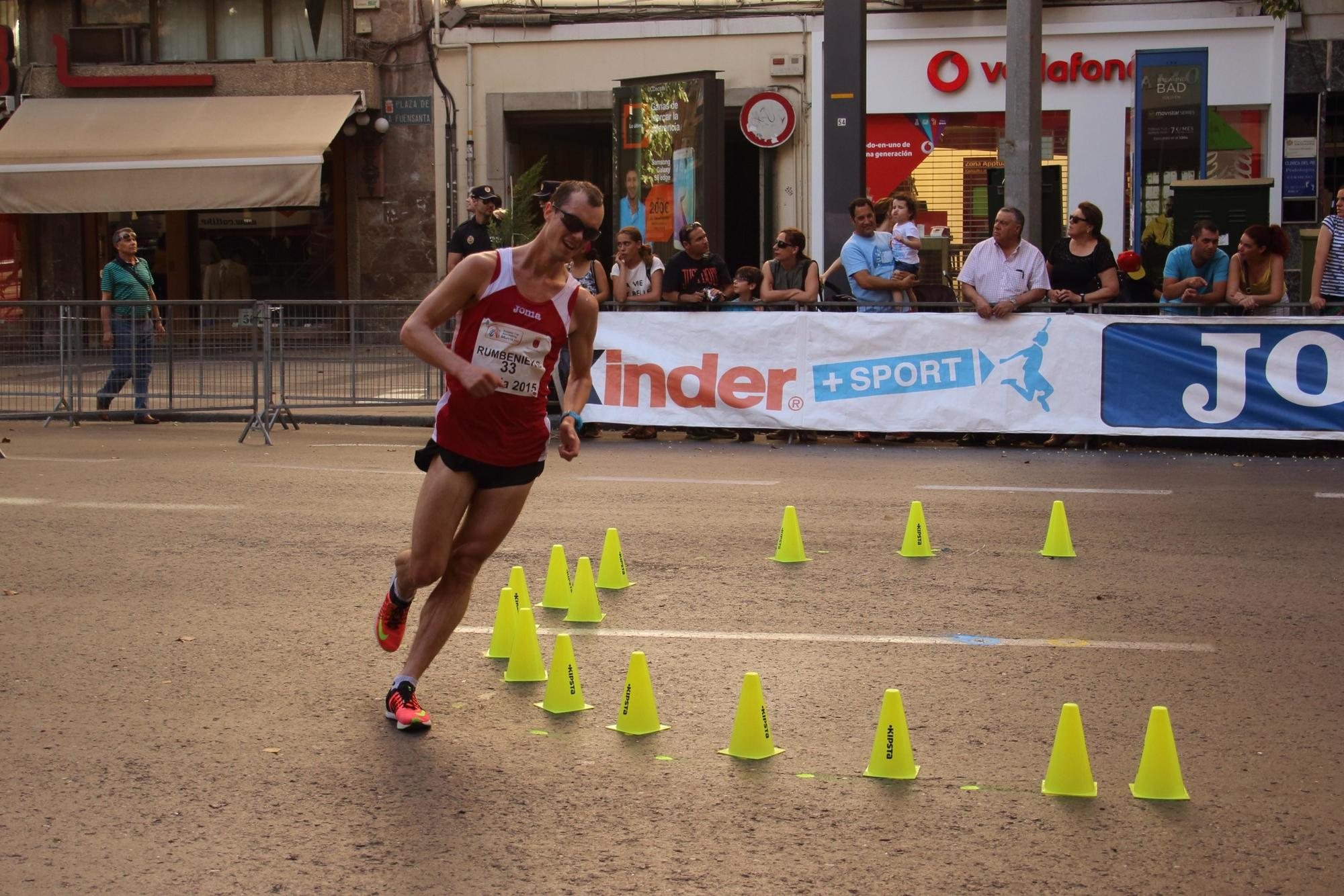
Arnis Rumbenieks – Rennen nicht beendet
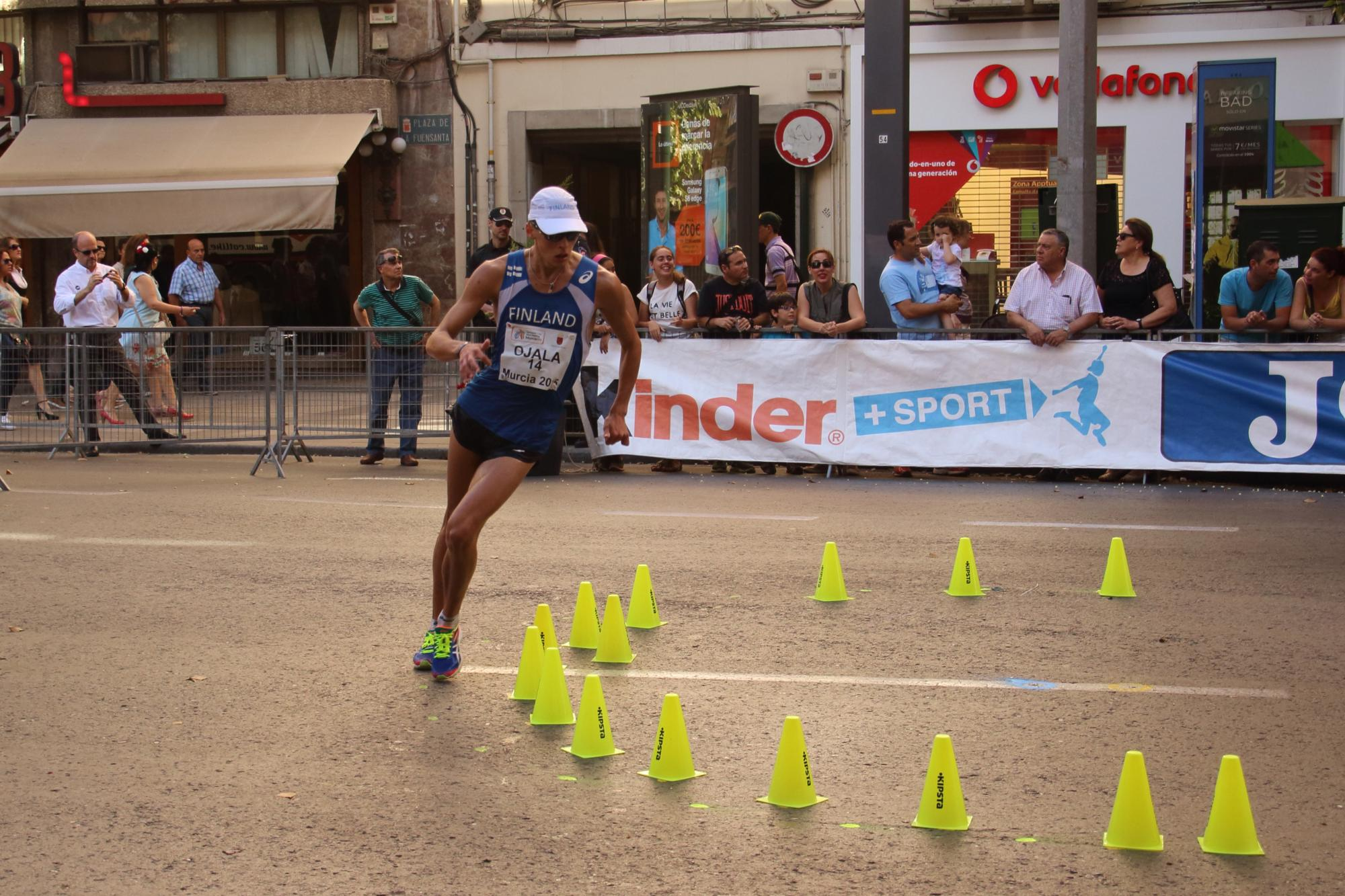
Aleksi Ojala – Rennen nicht beendet
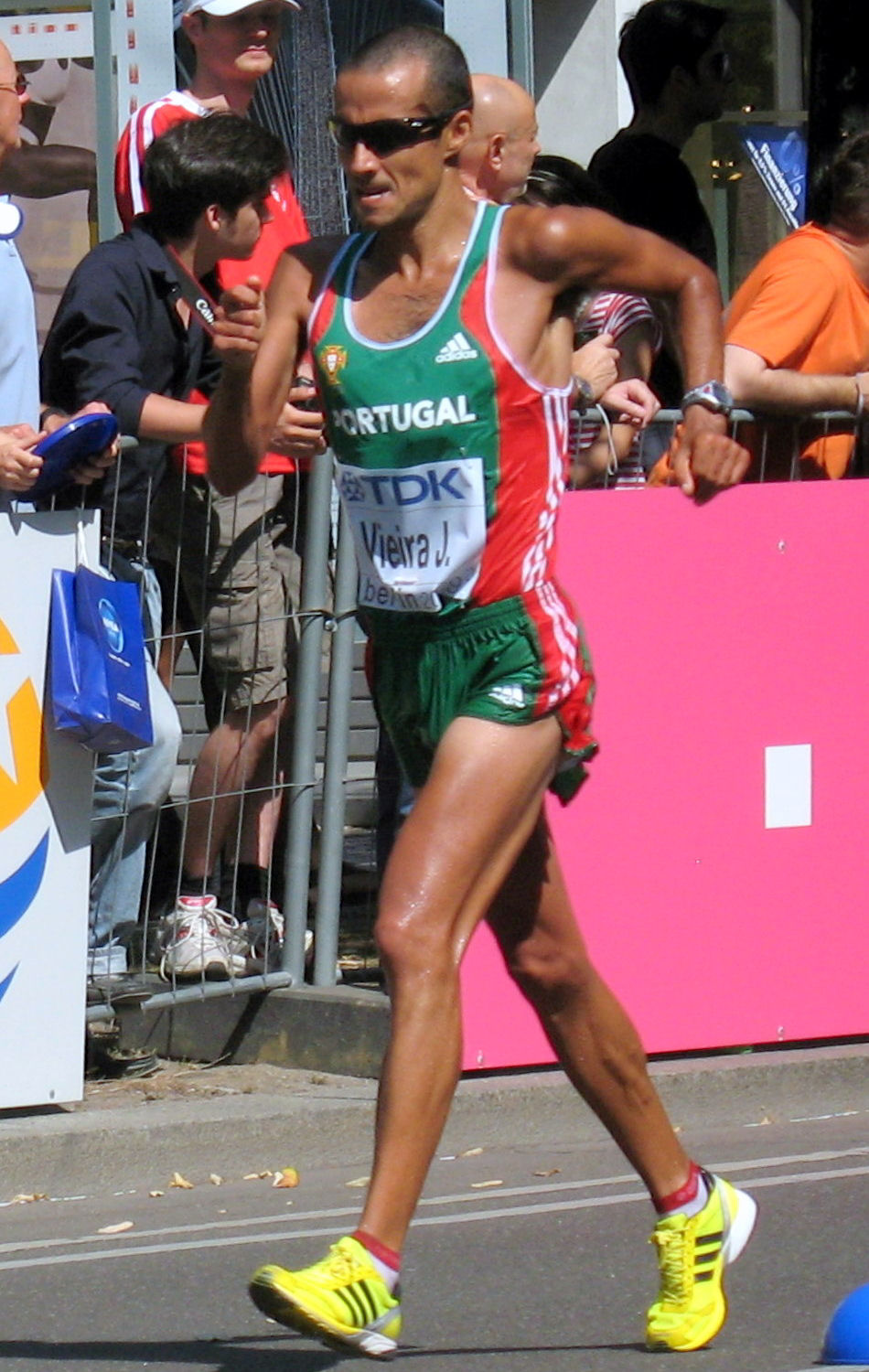
João Vieira – Rennen nicht beendet